# Veine thoraco-épigastrique
Les veines thoraco-épigastriques constituent un réseau de veines sous-cutanées sur la paroi latérale du thorax.

## Trajet
Les veines thoraco-épigastriques sont situées en arrière de la veine thoracique latérale et se jette dans la veine axillaire en bas du creux axillaire.
Elle draine le muscle dentelé antérieur et la glande mammaire.